# Finerenon
Finerenon  (INN, USAN) (kodni naziv BAY-94-8862) je nesteroidni antagonist mineralokortikoidnih receptora (akronim MRA) nove generacije, sa in vitro većom selektivnošću za MR nego spironolakton i jači afinitet za mineralokortikoidne receptore od eplerenona.

## Opšte informacije
Na osnovu nesteroidne hemijske  strukture finerenona može se  zaključiti  da  u  teoriji  on ima poboljšani  odnosa  srčanog  i  bubrežnog  delovanja zbog   kombinacije   fiziko-hemijskih svojstava  koja utiču na njegov  transport  kroz  plazmui raspodeluu  tkivima. Zbog  toga  se smatra  da  finerenon  može pružiti  bolju zaštitu  ciljnih  organa  sa  smanjenim  rizikom  od poremećaja  elektrolita  (pre svega hiperkalijemije)  u  poređenju  sa  steroidnim  mineralokortikoidnim receptorim.

## Farmakologija
Finerenon blokira mineralokortikoidne receptore, što ga čini diuretikom koji štedi kalijum. Na donjoj tabelai upoređuju se inhibitorne(blokirajuće) koncentracije (IC50, jedinica: nM) tri antimineralokortikoida. Inhibicija mineralokortikoidnih receptora odgovorna je za željeno delovanje lekova, dok inhibicija ostalih receptora potencijalno dovodi do neželjenih efekata. Niže vrednosti znače jaču inhibiciju.
|                              | Spironolakton | Eplerenon | Finerenon |
| ---------------------------- | ------------- | --------- | --------- |
| Mineralokortikoidni receptor | 24            | 990       | 18        |
| Glukokortikoidni receptor    | 2400          | 22,000    | >10,000   |
| Androgeni receptor           | 77            | 21,200    | >10,000   |
| Progesteronski receptor      | 740           | 31,200    | >10,000   |

Gore navedeni lekovi imaju beznačajan afinitet za estrogenski receptor, dok finerenon deluje kao antagonist mineralokortikoidnih receptora koji sadrže mutaciju S810L, za razliku od drugih tradicionalnih MR inhibitora poput spironolaktona i eplerenona koji slučajno deluju kao agonisti.

## Finerenon u istraživanjima
Do sada, finerenon je ispitan u pet kliničkih studija faze II u više od 2.000 pacijenata sa zastojem srca  i  hroničnom  bolesti  bubrega  ili  šećernom bolesti,  kao  i  kod  bolesnika  sa dijabetesnom nefropatijom (u populacijama pacijenata za koje se smatralo da  bi  imali  veliku korist  od  antagonista  mineralokortikoidnih receptora, ili su najpodložniji razvoju hiperkalijemije prilikom uzimanja MRA uz ACEI ili ARB.
ARTS studija
U ARTS studiji  finerenon je u dnevnoj dozi od 5-10 mg  smanjio nivo natriuretskih peptida u plazmi i albuminuriju na skoro istui nivo kao i spironolakton u dnevnoj dozi od 25-50 mg, ali  je  uzrokovao  značajno  manji srednji  porast  koncentracije  kalijuma  u  serumu  i  manje smanjenje funkcije bubrega merene s eGFR. 
ARTS-HF  studija
U ARTS-HF  studiji (енгл. Rationale and design of mineralocorticoid receptor antagonist tolerability study-heart failure (ARTS-HF) ),ispitivana je bezbednost različitih doza finerenona  u  poređenju  sa  eplerenonom.
Ova velika, randomizirana,  dvostruko  slepa, multicentrična studija faze IIb, uključila  je preko  1.000  pacijenata  koji su podeljeni  u  6 grupa i randomizirani na primane finerenona ili eplerenona. Primarna krajnja tačka studije bio je procenat pojedinaca sa smanjenjem nivoa NT-proBNP u plazm i veći od 30%, dok je istraživačka krajnja tačka bila kompozitorna klinička krajnja tačka smrti  od  bilo kog uzroka, kardiovaskularna hospitalizacija  ili akutno pogoršanje zastoja srca. Kod dela pacijenata  koji  su imali  smanjenje nivoa NT-proBNP  više  od  30%  bio  je  sličan  u svim grupama na finerenonui eplerenonskoj grupi. Učestalost kliničke kompozitne krajnje tačke bila je niža sa  svim  dozama  finerenona  (osim  2,5-5 mg) nego sa eplerenonom, s najnižom incidencijom evidentiranom  u  grupi na  finerenonu u dozi 10-20 mg.  Sve  doze  finerenona  bile  su  dobro podnošljive, sa sličnom incidencijom nuspojava nastalih lečenjem u grupi eplerenona  i finerenona. Srednja promena u koncentraciji kalijuma u serumu bila je veća u eplerenonskoj grupi (+0.262 mmol / L) nego u svakoj od finerenonskih grupa sa dozom (+ 0.119-0.202 mmol / L).
ARTS-DN studija
U ARTS-DN studiji  faze II, ispitivano je dejstvo finerenona  u zavisno od doze na smanjienje odnosa albumina i kreatinina u urinu kod pacijenata sa dijabetiesnom bolešću bubrega.
FIDELIO i FIGARO studija
Na osnovu prethodnih studija, finerenon se proučavan u velikim studijama  faze III FIDELIO i FIGARO dizajniranim da procene da li smanjuje rizik od progresije HBL i neželjenih kardiovaskularnih događaja kod pacijenata sa hroničnom bubrežnom bolešću i dijabetesom tipa 2. Ova ispitivanja su obuhvatila više od 13.000 pacijenata . Preliminarno završetak FIDELIO studije predviđen je za 2020. a FIGARO studije u 2021.

## Spoljašnje veze
Mediji vezani za članak Finerenon na Vikimedijinoj ostavi

|  | Molimo Vas, obratite pažnju na važno upozorenje u vezi sa temama iz oblasti medicine (zdravlja). |